# Моторний Віталій Павлович
Віталій Павлович Моторний (нар. 28 липня 1940,  Мелітополь – 21 липня 2025) — український математик, член-кореспондент НАН України, лауреат Державної премії України в галузі науки і техніки (1994), Заслужений діяч науки і техніки України (1991), лауреат премії НАН України імені М.О. Лаврентьєва (2010).

## Життєпис
нар. 28 липня 1940 року у Мелітополі Запорізької області в сім’ї військовослужбовця.  
У 1963 р. закінчив з відзнакою фізико-математичний факультет Дніпропетровського державного університету.
У 1967 р. Віталій Павлович захистив кандидатську, а у 1975 р. в Математичному інституті ім. В.А. Стєклова РАН – докторську дисертацію.
З 1965 р. працював у Дніпропетровському державному університеті асистентом, старшим викладачем, доцентом кафедри теорії функцій, а з 1974 року – завідувач кафедри теорії функцій. З 1977 р. по 1980 рік був деканом механіко-математичного факультету.
З 2001  по 2014 рік очолював лабораторію “Оптимізації наближень поліномами та сплайнами” при відділі теорії функцій Інституту прикладної математики і механіки НАН України, а у 2015 р. працював провідним науковим співробітником (за сумісництвом).

## Наукові досягнення
В.П. Моторний – один з провідних вчених в галузі теорії наближення функцій. Він одержав фундаментальні результати, що справили великий вплив на розвиток подальших досліджень в математиці.
В період навчання в аспірантурі В.П. Моторний розв’язав задачу про наближення у середньому класів диференційованих функцій алгебраїчними многочленами. Ця задача пов’язана з результатами С.М. Нікольського і О.П. Тімана про наближення функцій алгебраїчними поліномами з урахуванням розташування точки на відрізку. Він довів, що аналог теореми Нікольського-Тімана не має місця і одержав оцінку, яку неможливо поліпшити. Ці результати В.П. Моторний пізніше застосував для оцінки наближень  у середньому класів функцій сумами Фур’є-Лежандра. Виявилось, що у деяких випадках степеневий ріст констант Лебега сум Фур’є-Лежандра не впливає на характер збіжності та суми Фур’є-Лежандра здійснюють найкраще за порядком наближення  класів функцій з певними диференціально-різницевими властивостями. У 2006-2010 рр. разом зі своїми учнями В.П. Моторний одержав таки ж самі результати для рядів Фур’є-Якобі.
У 1973 р. В.П. Моторний розв’язав проблему С.М. Нікольського про найкращу квадратурну формулу для деяких класів періодичних диференційованих функцій. Існувала гіпотеза, що формула прямокутників є оптимальною на класі періодичних функцій з обмеженою r-тою похідною. В.П. Моторний довів, що формула прямокутників є оптимальною на цьому класі, а також на деяких інших класах періодичних функцій. При цьому були одержані властивості узагальнених сплайнів степені r, що дозволило розв’язати і деякі задачі про поперечники.
Ще один напрямок наукової діяльності В.П. Моторного пов’язаний з результатом С.М. Нікольського про наближення функцій із класу Лівшиця порядку одиниці алгебраїчними поліномами з урахуванням розташування точки на відрізку. Цей результат відкрив можливість наближення функцій, що задані на відрізку, алгебраїчними поліномами із покращенням наближення у кінців відрізка і водночас асимптотично-найкращого на всьому класі. Уточнення та узагальнення результату С.М. Нікольського на класи функцій, гладкість яких задана r натуральним, отримали О.П. Тіман, М.П. Корнійчук, О.І. Половина, А.О. Лигун, В.М. Темляков, Р.М. Тригуб.
Випадок r нецілого, а також класу функцій з заданою мажорантою модуля неперервності похідної цілого порядку,  був розв’язаний В.П. Моторним.
Ще один напрям досліджень належить до проблеми найкращих однобічних наближень функцій алгебраїчними поліномами. Важливим застосуванням результатів цього напрямку є отримання асимптотично-точних оцінок похибки квадратних формул для деяких класів диференційованих на відрізку функцій. Одержана асимптотично-точна оцінка величини найкращого однобічного наближення класів функцій, старша похідна яких обмежена в просторі інтегрованих функцій. Це дозволило одержати асимптотично-точні оцінки похибки квадратурних формул Гауса для цих класів. Знайдено асимптотично-точні оцінки найкращих однобічних наближень зрізаних степенів алгебраїчними поліномами в просторі інтегрованих функцій. Ці величини були використані для одержання теорем порівняння типу Колмогорова - Хермандера для деяких несиметричних класів функцій.
В останні роки наукові інтереси В.П. Моторного пов'язані з отриманням асимптотично точних оцінок наближення гладких функцій алгебраїчними багаточленами з урахуванням положення точки на відрізку, дослідженням одностороннього наближення в середньому диференційовних функцій алгебраїчними многочленами й на цій основі отриманням асимптотично точних оцінок похибки квадратурних формул найвищої алгебраїчної точності на деяких класах функцій.

## Міжнародна діяльність
В.П. Моторний представляв вітчизняну математику на багатьох міжнародних математичних конгресах і конференціях, читав лекції у Міжнародному математичному центрі ім. С. Банаха (м. Варшава), на спеціальному семестрі з теорії наближень в м. Хайфа (Ізраїль) та математичних школах.

## Науково-організаційна діяльність
Був головою спеціалізованої ради по захисту кандидатських дисертацій при Дніпропетровському національному університеті, упродовж 20 років був відповідальним редактором збірників наукових праць та відповідальним редактором “Вісника Дніпропетровського університету” з математики.
В.П. Моторний – зробив великий внесок в розвиток механіко-математичного факультету ДНУ й особливо в розвиток математичної освіти в ДНУ.

## Видавнича діяльність
Наукові результати В.П. Моторного знайшли відображення у понад 140 наукових працях.
Основні праці:
1. Оптимальное восстановление функций и функционалов. Дн., 1994 (співавт.);
2. Наилучшее приближений классов дифференцируемых функций алгебраическими многочленами в среднем // Тр. Матем. ин-та РАН. 1995. Т. 210;
3. On the optimality of the rectangle formula in the space of periodic differentiable Functions // East Jour. Appr. 1999. № 3;
4. Приближение интегралов дробного порядка алгебраическими многочленами // УМЖ. 1999. № 5, 7;
5. Приближение некоторых классов сингулярных интегралов алгебраическими многочленами // Там само. 2001. № 3;
6. Об одностороннем приближение усеченных степеней алгебраическими многочленами в среднем // Тр. Матем. ин-та РАН. 2005. Т. 248 (співавт.);
7. Теория аппроксимации и гармонический анализ. К., 2012;
8. Обобщенные константы Лебега и сходимость рядов Фурье–Якоби в пространствах L1, A, B // УМЖ. 2014. № 2.

## Підготовка кадрів
Протягом багатьох років В.П. Моторний – був головою журі обласних олімпіад юних математиків.
Він проводив велику роботу з вчителями й школярами області, за що його неодноразово нагороджено знаком “Відмінник народної освіти” і грамотами Міністерства освіти і науки України.
Викладав у Дніпропетровському обласному інституті післядипломної педагогічної освіти.
Серед його учнів 13 кандидатів і 2 докторів наук.

## Нагороди та відзнаки
- Заслужений діяч науки і техніки УРСР (1991)
- Державна премія України в галузі науки і техніки (1994)
- Член-кореспондент НАН України по Відділенню математики НАН України (2000)
- Премія НАН України імені М.О. Лаврентьєва (2010)
- Почесний професор Дніпропетровського університету
- Відмінник народної освіти